# Superliga kosowska w piłce nożnej mężczyzn (2025/2026)
Ten artykuł dotyczy trwającego lub niedawnego wydarzenia sportowego. Informacje w nim zamieszczone mogą się zmienić lub zdezaktualizować wraz z postępem zdarzenia. Początkowe doniesienia, wyniki lub statystyki mogą być niepewne. Ostatnie aktualizacje do tego artykułu mogą nie odzwierciedlać najbardziej aktualnych informacji.
Superliga e Kosovës 2025/2026 (oficjalnie znana jako ALBI MALL Superliga ze względów sponsorskich) – 27. edycja rozgrywek ligowych najwyższego poziomu piłki nożnej mężczyzn w Kosowie.
Bierze w niej udział 10 drużyn, które w okresie od 16 sierpnia 2025 do maja 2026 rozegrają 36 kolejek meczów.
Sezon zakończy baraż o miejsce w przyszłym sezonie w Superlidze. Obrońcą tytułu jest drużyna Drita.

## Drużyny
| Uczestnicy poprzedniej edycji                                                                                 | Uczestnicy poprzedniej edycji | Uczestnicy poprzedniej edycji | Uczestnicy poprzedniej edycji |
| --- | ----------------------------- | ----------------------------- | ----------------------------- |
| DRI | Drita Gnjilane                | 1                             |                               |
| BAL | Ballkani                      | 2                             |                               |
| MAL | Malisheva                     | 3                             |                               |
| GJI | Gjilani                       | 4                             |                               |
| FZJ | Ferizaj                       | 5                             |                               |
| PRI | Prishtina                     | 6                             |                               |
| DUK | Dukagjini                     | 7                             |                               |
| po barażach                                                                                                   |                               |                               |                               |
| LLA | Llapi Podujevo                | 8                             |                               |
| Awans z Liga e Parë                                                                                           |                               |                               |                               |
| DRE | Drenica Srbica                | 1 (A)                         |                               |
| PRE | Prishtina e Re                | 1 (B)                         |                               |
| Oznaczenia: - kolumna pierwsza – skróty nazw drużyn, - kolumna trzecia – miejsce zajęte w poprzednim sezonie. |                               |                               |                               |

## Tabela
| Lp. | Drużyna        | M | Z | R | P | B+ | B– | +/– | Pkt | Kwalifikacja lub spadek                        |
| --- | -------------- | - | - | - | - | -- | -- | --- | --- | ---------------------------------------------- |
| 1   | Prishtina e Re | 1 | 1 | 0 | 0 | 4  | 0  | +4  | 3   | Liga Mistrzów UEFA • I runda kwalifikacyjna    |
| 2   | Prishtina      | 1 | 1 | 0 | 0 | 3  | 2  | +1  | 3   | Liga Konferencji UEFA • I runda kwalifikacyjna |
| 3   | Ferizaj        | 1 | 1 | 0 | 0 | 1  | 0  | +1  | 3   | Liga Konferencji UEFA • I runda kwalifikacyjna |
| 4   | Ballkani       | 1 | 0 | 1 | 0 | 1  | 1  | 0   | 1   |                                                |
| 5   | Gjilani        | 1 | 0 | 1 | 0 | 1  | 1  | 0   | 1   |                                                |
| 6   | Drenica        | 1 | 0 | 1 | 0 | 0  | 0  | 0   | 1   |                                                |
| 7   | Llapi          | 1 | 0 | 1 | 0 | 0  | 0  | 0   | 1   |                                                |
| 8   | Dukagjini      | 1 | 0 | 0 | 1 | 2  | 3  | −1  | 0   | baraż o utrzymanie                             |
| 9   | Drita          | 1 | 0 | 0 | 1 | 0  | 1  | −1  | 0   | spadek do Liga e Parë                          |
| 10  | Malisheva      | 1 | 0 | 0 | 1 | 0  | 4  | −4  | 0   | spadek do Liga e Parë                          |

## Wyniki
| Gospodarz \ Gość | BAL | DRE | DRI | DUK | FER | GJI | LLA | MAL | PRI | PRE | BAL | DRE | DRI | DUK | FER | GJI | LLA | MAL | PRI | PRE |
| ---------------- | --- | --- | --- | --- | --- | --- | --- | --- | --- | --- | --- | --- | --- | --- | --- | --- | --- | --- | --- | --- |
| Ballkani         |     |     |     |     |     | 1–1 |     |     |     |     |     |     |     |     |     |     |     |     |     |     |
| Drenica          |     |     |     |     |     |     | 0–0 |     |     |     |     |     |     |     |     |     |     |     |     |     |
| Drita            |     |     |     |     |     |     |     |     |     |     |     |     |     |     |     |     |     |     |     |     |
| Dukagjini        |     |     |     |     |     |     |     |     | 2–3 |     |     |     |     |     |     |     |     |     |     |     |
| Ferizaj          |     |     | 1–0 |     |     |     |     |     |     |     |     |     |     |     |     |     |     |     |     |     |
| Gjilani          |     |     |     |     |     |     |     |     |     |     |     |     |     |     |     |     |     |     |     |     |
| Llapi            |     |     |     |     |     |     |     |     |     |     |     |     |     |     |     |     |     |     |     |     |
| Malisheva        |     |     |     |     |     |     |     |     |     | 0–4 |     |     |     |     |     |     |     |     |     |     |
| Prishtina        |     |     |     |     |     |     |     |     |     |     |     |     |     |     |     |     |     |     |     |     |
| Prishtina e Re   |     |     |     |     |     |     |     |     |     |     |     |     |     |     |     |     |     |     |     |     |

## Najlepsi strzelcy
| Bramki | Strzelcy | Drużyna |
| ------ | -------- | ------- |
| Gol    |          |         |

Źródło: .